# Formula 1
Formula 1 (kratica F1) je najvišji razred motošporta, kot ga označuje FIA, krovna avtomobilistična organizacija. »Formula« v imenu označuje pravila, ki jih morajo vsi sodelujoči dirkalniki izpolniti. Sezona svetovnega prvenstva Formule 1 je sestavljena iz serije dirk znanih kot Velike nagrade, ki so prirejene običajno na namenskih dirkališčih, ali v redkih primerih tudi na cestnih dirkališčih. Seštevek rezultatov na vseh dirkah sezone določi vsakoletna dirkaškega in konstruktorskega prvaka.
Dirke Formule 1 so masivni televizijski dogodki z milijoni gledalcev v več kot dvestotih državah. Dirkači, ki za sodelovanje na dirkah Formule 1 potrebujejo posebno superlicenco, dirkajo pri velikih hitrostih, ki pogosto presežejo tudi 300 km/h. Formula določa številne omejitve in določbe, ki jih morajo dirkalniki izpolniti. Predpisi poskušajo med drugim zadržati vseskozi naraščajoče hitrosti v ovinkih na varni ravni. Uspešnost dirkalnikov je močno odvisna od elektronike, aerodinamike, vzmetenja in pnevmatik. Formula je doživela v svoji zgodovini že mnogo sprememb. Uporabljeni so bili navadni, turbo- in supermotorji, z od štirimi cilindri do motorjev tipa H16, od prostornine 1,5 l vse do 4,5 l. Najvišja dosežena moč motorja v zgodovini serije je 900 kW (1200 KM), ki je bila dosežena v dobi turbomotorjev v osemdesetih letih.
Evropa je tradicionalno središče za Formulo 1 in ostaja glavni trg. Kljub temu so bile dirke prirejene tudi drugod po svetu, od sezone 1999 so nove dirke v Bahrajnu, na Kitajskem, v Maleziji, Turčiji in ZDA, pojavljajo pa se še nova potencialna prizorišča. Kot najdražji šport na svetu, ima Formula 1 pomemben gospodarski vpliv, njene finančne in politične bitke pa so v središču pozornosti. Elitnost in popularnost sta naredila iz Formule 1 očitno tržno okolje, kar vodi v zelo visoke investicije sponzorjev, s čimer imajo moštva ogromne proračune. Toda v zadnjem času je več moštev bankrotiralo.
Formulo 1 nadzira Fédération Internationale de l'Automobile (Mednarodna avtomobilistična zveza, bolj znana kot FIA), ki ima sedež na Place de la Concorde v Parizu. Trenutni predsednik FIE je Jean Todt. S komercialnimi pravicami Formule 1 upravlja družba Formula One Group, ki jo ima v lasti Alpha Prema. Kljub temu, da je sedaj manjšinski lastnik, je glavni promotor in nadzornik športa še vedno Bernie Ecclestone. Od omenjenega nakupa je bila poslovna struktura po mnenju mnogih poenostavljena, kar vodi v domneve, da naj bi bila Formula One Group kmalu prevzeta.

## Zgodovina
Korenine Formule 1 so v evropskih dirkah za Veliko nagrado, ki so se začele v dvajsetih in tridesetih letih 20. stoletja. »Formula« označuje pravila, ki jih morajo sodelujoči dirkalniki izpolnjevati. Formula 1 je bila nova formula, ki je bila sprejeta po drugi svetovni vojni leta 1946, ko so se začele prve tovrstne dirke. Več organizatorjev dirke za Veliko nagrado se je dogovorilo za pravila svetovnega prvenstva že pred vojno, toda zaradi prekinitve dirkanja je bilo svetovno dirkaško prvenstvo ustanovljeno šele leta 1947. Prva dirka svetovnega prvenstva Formule 1 je bila Velika nagrada Britanije 1950 na dirkališču Silverstone. Svetovno prvenstvo konstruktorjev pa je bilo uvedeno s sezono 1958. Nacionalno prvenstvo je obstajalo v Južnoafriški republiki in Združenem kraljestvu v šestdesetih in sedemdesetih letih 20. stoletja. Dirke Formule 1, ki niso štele za prvenstvo, so potekale vrsto let, toda zaradi rasti stroškov tekmovanja je zadnja taka dirka potekala leta 1983.
Ime športa, Formula 1, označuje da gre za najnaprednejšo in serijo na najvišjem tekmovalnem nivoju od vseh serij formul.

### Zgodnja leta (1950–1980)
Premierno sezono 1950 Formule 1 je osvojil Italijan Nino Farina z Alfo Romeo, po napetem boju z argentinskim moštvenim kolegom, Juanom Manuelom Fangiem. Toda Fangio je osvojil naslov v sezoni 1951, v naslednjih šestih sezonah pa še kar štiri, njegovo serijo je prekinil Alberto Ascari s Ferrarijem, prvi dvakratni zaporedni prvak. Kljub temu, da je Britanec Stirling Moss redno tekmoval, mu ni uspelo nikoli osvojiti naslova prvaka. Fangio je prevladal v prvem desetletju Formule 1 in je dolgo veljal kot njen Grand master.
Prva večja tehnična izboljšava je bila ponovna uporaba dirkalnikov z motorji zadaj s strani Cooperja (Ferdinand Porsche je ta koncept uporabil za Auto Union že v tridesetih letih), ki so ga uporabili po uspehu v Formuli 3. Jack Brabham, prvak sezon 1959 in 1960, je kmalu dokazal uspešnost motorja zadaj, tako da so ga do sezone 1961 pričela uporabljati vsa moštva.
Prvi britanski prvak je bil Mike Hawthorn, ki je s Ferrarijem osvojil naslov v sezoni 1958. Toda nato je v Formulo 1 vstopil Colin Chapman, najprej kot izdelovalec šasij, nato pa kot ustanovitelj moštva Lotus, ki je prevladal v naslednjem desetletju. Namreč med sezonama 1962 in 1973 so Jim Clark, Jackie Stewart, John Surtees, Jack Brabham, Graham Hill in Denny Hulme, britanska moštva in dirkači Commonwealtha osvojili dvanajst naslovov prvaka.
V sezoni 1962 je Lotus zgradil prvi dirkalnik iz aluminijaste školjke iz enega kosa, kar se je izkazalo za največji tehnološki preboj po prestavitvi motorjev nazaj. V sezoni 1968 je Lotus obarval dirkalnik v barve podjetja Imperial Tobacco, kar je sprožilo vstop sponzorjev v Formulo 1.
Počasi sta pri načrtovanju dirkalnikov postajala vse pomembnejša aerodinamika in podtlak. V poznih sedemdesetih je Lotus predstavil dirkalnik, ki je močno izkoriščal ground effect in je zaradi krilc lahko proizvajal ogromen podtlak, kar je močno povečalo hitrosti v ovinkih. Podtlak je bil tako velik, da so imela moštva težave zaradi razlike v višini dirkalnika v počasnih in hitrih delih steze.
Ustanovitev Fédération Internationale du Sport Automobile (FISA) v sezoni 1979 je sprožila vojno med FIO in FISO, med katero je bil predsednik FISE Jean Marie Balestre neprestano v sporu s Združenjem konstruktorjev (Formula One Constructors Association) glede razdelitve zaslužka od televizijskih pravic in tehničnih pravil.

### Dvig popularnosti (1981–2000)
V sezoni 1981 je bila podpisana prva Pogodba Concorde, ki je vezala moštva za nastopanje v Formuli 1 do izteka pogodbe in jim zagotavljala delež od prodaje televizijskih pravic, kar je končalo vojno med FIO in FISO in omogočilo, da je Bernie Ecclestone pridobil popoln finančni nadzor nad Formulo 1.
Pred sezono 1983 je FIA prepovedala tako imenovani ground effect. Takrat so turbomotorji, ki jih je razvil Renault leta 1977, lahko proizvajali že 520 kW (750 KM) in so bili predpogoj, da je bilo moštvo konkurenčno. V naslednjih letih, predvsem v sezoni 1986, so turbomotorji v dirkalnikih Formule 1 presegli 820 kW (1100 KM) na dirkah (in tudi 1400 KM / 1050 kW na kvalifikacijah). To so bili najmočnejši odprto kolesni dirkalniki za dirkanje po stezah vseh časov. Za zmanjšanje moči motorjev in s tem hitrosti je FIA v sezono 1984 omejila kapaciteto rezervoarja za gorivo in v sezoni 1988 pritisk goriva, v sezoni 1989 pa popolnoma prepovedala turbomotorje.
V zgodnjih devetdesetih so moštva začela uporabljati elektronska pomagala, kot na primer aktivno podvozje, polavtomatski menjalnik in nadzor zdrsa pogonskih koles (traction control), nekatere tehnologije so prenesli iz cestnih avtomobilov. Druge, na primer aktivno podvozje, pa so bile razvite za dirkanje, nato pa prenesene na serijske avtomobile. FIA je zaradi pritožb, da je imela elektronika večji vpliv na dirkanje kot dirkaške sposobnosti, elektronska pomagala prepovedala v sezoni 1994. Toda mnogo opazovalcev je bilo menja, da FIA ni imela tehnologije ali metod na ustrezni nadzor omenjene prepovedi.
Moštva so podpisala drugo Pogodbo Concorde leta 1992, tretjo pa 1997, ki se izteče konec leta 2007.
Moštvi McLaren in Williams sta prevladali v osemdesetih in devetdesetih. Z dobavitelji motorjev Porsche, Honda in Mercedes-Benz, je McLaren v tem času osvojil sedem konstruktorskih naslovov in devet dirkaških, Williams pa je uporabljal motorje Ford, Honda in Renault, ter osvojil devet konstruktorskih in sedem dirkaških naslovov. Rivalstvo dirkaških legend Ayrtona Senne in Alaina Prosta se je začelo v sezoni 1988 in se nadaljevalo do Prostove upokojitve v sezoni 1993. Na tragični Veliki nagradi San Marina 1994 se je Senna smrtno ponesrečil po nesreči v ovinku Tamburello, po tem ko je v Williamsu nadomestil Prosta. FIA je po tem tragičnem koncu tedna, ko se je na kvalifikacijah smrtno ponesrečil tudi Roland Ratzenberger, močno dvignila varnostne standarde v Formuli 1. Od takrat se ni na dirkah Formule 1 smrtno ponesrečil noben dirkač več, sta pa izgubila življenje dva delavca ob progi, eden na Veliki nagradi Italije 2000, drugi pa na Veliki nagradi Avstralije 2001, do sezone 2014.
Od tragične dirke v Imoli je FIA v imenu varnosti vpeljala mnoge spremembe pravil, ki bi morala drugače, kot piše v Pogodbi Concorde, dobiti soglasje vseh moštev - najbolj to velja za spremembe pred sezono 1998. Narrow track era je povzročila dirkalnike z manjšimi zadnjimi pnevmatikami, ožje dirkalnike in profilirane gume za zmanjšanje mehanskega oprijema. Tako sprednje kot zadnje pnevmatike so morale imeti čez celotno površino štiri profile. S tem naj bi se zmanjšalo hitrosti v ovinkih in približalo dirkanje dežnim pogojem zaradi manjše površine pnevmatike, ki je v stiku s stezo, kar naj bi tudi dajalo prednost dirkaškim sposobnostim in povečalo spektakel.
Rezultati so bili mešani, saj je manj mehanskega oprijema spodbudilo dizajnerje, da so primanjkljaj mehanskega oprijema kompenzirali s povečanjem pritiska na gume s krilci in ostalo aerodinamiko - to pa je zmanjšalo možnost prehitevanja saj je vožnja v zavetrju povzročala zaradi tega še večje turbulence. Pnevmatike s profilom so imele še en stranski učinek, namreč zgornja plast je morala biti trša, kar je povzročilo spektakularne nesreče v primeru okvare na aerodinamičnih delih, saj trša zmes pnevmatik nudi manj oprijema.
Najbolj inovativna moštva so uspela spremembe izkoristiti v svoj prid. McLaren, oziroma njihov dizajner Adrian Newey, je v sezoni 1998 iznašel tretjo zavoro, ki je dovoljevala zaviranje le na eno ali drugo zadnje kolo in s tem omogočalo boljši vhod v zavoj. Toda kmalu je bila prepovedana kot dirkaško pomagalo.
Dirkači McLarna, Williamsa, Renaulta (prej Benetton) in Ferrarija, poimenovani tudi Velika četverica, so osvojili vse naslove prvaka od sezone 1984 do sedaj. Zaradi tehnološkega napredka v devetdesetih letih, so se močno povečali stroški moštev Formule 1. Povečano finančno breme in prevlada štirih velikih moštev (ki jih večinoma financirajo veliki proizvajalci avtomobilom kot je Mercedes-Benz), sta povzročila težave revnejšim moštem, ne le da ostanejo konkurenčni, ampak da sploh ostanejo v Formuli 1. Namreč zaradi finančnih težav jih je več zapustilo Formulo 1. Od leta 1990 se je umaknilo 28 moštev. Eddie Jordan, lastnik Jordana, je povedal da je doba privatnih moštev dokončno končana.

### Ferrarijeva prevlada (2001-2005)
Nemec Michael Schumacher je s Ferrarijem izboljšal večino pomembnejših rekordov v prvih letih 21. stoletja. V sezoni 2001 je Schumacher izboljšal rekord za število zmag (pred njim je rekord držal Alain Prost s 51-timi zmagami). Schumacher se je upokojil z 91-timi zmagami na dirkah Formule 1. Drži tudi rekord za največ zmag v eni sezoni - v sezoni 2004 je zmagal na 13-tih dirkah od 18-tih. V sezoni 2003 je Schumacher s svojim šestim naslovom izboljšal rekord za največ dirkaških naslovov prvaka, ki ga je pred tem od daljne sezone 1957 držal Juan Manuel Fangio. Nato je Nemec v naslednji sezoni 2004 osvojil še svoj sedmi in zadnji naslov prvaka. Izboljšal je tudi rekord za največ prvenstvenih točk, ki ga je pred tem držal Prost s 698,5 točke. V sezoni 2002 je Schumacher postavil še rekord v najzgodnejše osvojenem naslovu že julija, po zmagi na Veliki nagradi Francije.
Kljub Ferrarijevi prevladi, je imel Kimi Räikkönen z McLaren-Mercedesom v sezoni 2003 možnost za naslov prvaka vse zadnje dirke sezone za Veliko nagrado Japonske. Tudi Juan Pablo Montoya z Williams-BMW-jem je bil blizu. Fernando Alonso pa je s najboljšim štartnim položajem na Veliki nagradi Malezije postal najmlajši dirkač, ki mu je to uspelo, kasneje to sezono pa je postal še najmlajši zmagovalec z zmago na Veliki nagradi Madžarske. Schumacherjev niz naslovov se je končal 25. septembra 2005, ko je naslov prvaka osvojil Alonso s tretjim mestom na Veliko nagrado Brazilije in postal najmlajši prvak v zgodovini, pred njim je bil to Emerson Fittipaldi. Michael Schumacher je bil svetovni prvak več kot 1800 dni.
Pravila so dovoljevala vrnitev nekaterih dirkaških pomagal, tudi ker FIA ni mogla popolnoma nadzirati moštev. Sprejetih je bilo tudi več pravil, ki naj bi povečale akcijo na stezi in zmanjšali stroške moštev. Format kvalifikacij je bil med sezonama 2003 in 2005 večkrat spremenjen. Novost je bilo tudi pravilo, da morajo dirkači začeti dirko s količino goriva, ki so jo imeli že ob koncu kvalifikacij, kar je prineslo nove taktične možnosti. Tako bi dirkač, ki bil imel manjšo količino goriva, imel možnost za boljši dosežek na kvalifikacijah, na dirki pa bi moral večkrat na postanek v bokse. Ostale novosti so še, da mora motor zdržati dva dirkaška konca tedna; dirkač, ki mu morajo zamenjati motor prej, je kaznovan s pribitkom desetim mest na naslednjih kvalifikacijah. V sezoni 2005 je bila prepovedana zamenjava pnevmatik med dirko, izjema so bilo le nevarno poškodovane pnevmatike. Ta določba je bila za sezono 2006 odpravljena. V sezoni 2007 bo Bridgestone edini opremljevalec s pnevmatikami, vsa moštva pa bodo dobila za vsako dirko po dve vrsti pnevmatik.
Prva leta 21. stoletja v Formuli 1 so prinesla tudi nekaj škandalov in kontroverznosti. Na Veliki nagradi Avstrije je Rubens Barrichello, Schumacherjev moštveni kolega, ki je vodil, po naročilu iz boksov zmago prepustiti Schumacherju. Barrichello je to storil le nekaj deset metrov pred ciljem in je s tem močno vznemiril gledalce. Na podelitvi pokalov po dirki je Schumacher stopil na drugo stopničko, Barrichello pa na prvo. Schumacher je pokal za prvo mesto predal Barrichellu, nato pa sprejel pokal za drugo mesto. Barrichello, Schumacher in Ferrari so zaradi kršitve 170. člena športnih pravil FIE glede podelitve pokalov po dirki dobili denarno kazen milijon dolarjev. Kot rezultat omenjene dirke, je FIA prepovedala moštvene ukaze. Na Veliki nagradi ZDA 2005 v Indianapolisu so dirkala le tri moštva od desetih zaradi bizarne napake Michelina, ki je svojih sedem moštev na dirko pripeljal nevarne pnevmatike, zaradi česar so se iz varnostnega razloga odločila za umik z dirke, saj je FIA vztrajala na spoštovanju pravil in ni sprejela predloga za spremembo steze z dodatno šikano na ravnini. Michelin je najavil, da ne bo več opremljevalec s pnevmatikami za sezono 2007 in tako prekinil debato o tem, katera moštva dirkajo z boljšimi pnevmatikami.
Sezona 2005 je tudi končala obdobje motorjev V10 v Formuli 1. Po prepovedi uporabe turbomotorjev v sezoni 1989, so motorji V10 postali najpopularnejši v Formuli 1. V izogib novim stroškom, je bilo to najavljeno že v sezoni 1998, da proizvajalci motorjev ne bi preizkušali drugih različic motorjev. V različnih obdobjih statistika kaže prevlado Renaultovih in Ferrarijev motorjev, Renault je v tem času osvojil šest konstruktorskih in pet dirkaških naslovov kot opremljevalec z motorji za Williams in Benetton med sezonama 1992 in 1997, v sezonah 2005 in 2006 pa prva dirkaška in konstruktorska naslova s svojim dirkalnikom. Renault je v tem času razvijal inovativne rešitve motorja, tudi 111 º 10-cilindrični motor za 2003 RS12, ki naj bi s spremembo težišča motorja pripomogel k boljšem obnašanju dirkalnika na stezi. Toda ta rešitev se je izkazala za nezanesljivo, zato se je Renault vrnil na konvencionalen motor. Tudi Ferrari je imel velike uspehe v času motorjev V10 s šestimi zaporednimi konstruktorskim in petimi dirkaškimi naslovi med sezonama 1999 in 2004.

### Era motorjev V8 (2006-2014)
Za sezono 2006 je večina moštev razvila motorje V8, ki jih zahtevajo pravila. Pojavile se je tudi nekaj novih moštev, nekatera pa so dobila novo vodstvo. Po nakupu 45 odstotnega deleža v moštvu BAR, se je Honda vrnila v Formulo 1 s svojim moštvom, pred tem so bili le opremljevalci z motorji. BMW je prevzel Sauber, dolgoletno moštvo Jordan je kupil Alex Shnaider in ga preimenoval v Midland F1, kasneje pa je dobil še oznako Spyker. Red Bull je odkupil Minardi in ga preimenoval v Scuderia Toro Rosso, ki je Red Bullovo drugo moštvo. Aguri Suzuki, bivši dirkač, je kupil Arrows in ga preimenoval v Super Aguri. Toliko sprememb lastništva moštev je povzročilo nekaj težav, saj je Toro Rosso začel sezono 2006 z omejenimi Cosworthovimi motorji V10. Sezona 2007 bo prinesla tudi uveljavitev homologacije motorjev, kar pomeni da je razvoj motorjev s koncem sezone 2006 zamrznjen. Fernando Alonso je pri 25 letih postal najmlajši dvojni svetovni prvak v zgodovini, s čimer je za leto izboljšal rekord Michaela Schumacherja, ki se je po 15 letih, ko je prav v vsaki sezoni zmagal na vsaj eni dirki, s koncem sezone 2006 upokojil.
Sezono 2007 je zaznamoval napet boj na naslov dirkaškega prvaka, ki je bil med Lewisom Hamiltonom, Fernandom Alonsom in Kimijem Räikkönenom odločen na zadnji dirki sezone za Veliko nagrado Brazilije, kjer je z zmago naslov osvojil Kimi Räikkönen, ki je imel pred dirko izmed trojice najslabše možnosti za naslov prvaka, z le točko prednosti pred Hamltonom in Alonsom. Ferrari si je s tem zagotovil dvojno krono, kajti že na dirki za Veliko nagrado Belgije je osvojil naslov konstruktorskega prvaka. V sezoni 2008 je naslov po borbi proti Massi osvojil Hamilton, v sezoni 2009 presenetljivo Jenson Button in Brawn GP, v sezonah 2010, 2011 in 2012 pa Sebastian Vettel in Red Bull Racing trikrat zapored.

## Dirkanje in strategija
Dirka Formula 1 poteka cel konec tedna, začne se z dvema prostima treningoma v petek in enim v soboto, nato pa so na vrsti kvalifikacije. Format kvalifikacij se je od sezone 2003 večkrat spremenil. Poskušali so tudi povečati zanimanje za kvalifikacije s sistemom one-shot, pri katerem je imel vsak dirkač na prazni stezi na voljo en sam poskus za hitri krog.
Pred sezono 2006 so bile uvedene kvalifikacije na izpadanje. FIA je po enajsti dirki sezone za Veliko nagrado Francije uvedla manjšo spremembo formata kvalifikacij. V prvem delu kvalifikacij lahko vseh 22 dirkačev v petnajstih minutah odpelje neomejeno število krogov, šteje pa le najhitrejši krog. V originalnem formatu je bilo konec kvalifikacij takoj po preteku dovoljenega časa, po spremembi pa lahko dirkači tudi po preteku dovoljenega časa zaključijo svoj tekoči krog. Najpočasnejših šest dirkačev izpade in glede na dosežene čase zasedejo zadnjih šest mest na štartni vrsti.
Ostali napredujejo v drugi del kvalifikacij, ki z razliko da je šest dirkačev manj, poteka po enakem sistemu kot prvi del. Najpočasnejših šest dirkačev izpade in glede na svoje čase zasedejo 11-to do 16-to mesto na štartni vrsti.
Najhitrejših deset dirkačev pa napreduje v tretji, finalni del kvalifikacij. Originalno je bil dolg dvajset minut, po spremembi pa petnajst minut. Dirkači morajo finalni del kvalifikacij pričeti s količino goriva, ki jo bodo imeli na štartu dirke. Pred začetkom so dirkalniki stehtani, in gorivo, ki ga dirkači porabijo v finalnem delu kvalifikacij lahko nadomestijo za tiste kroge, ki so v 110 % najhitrejšega časa. Tudi za kroge, ko dirkač pelje v ali iz boksov, dirkač lahko nadomesti porabljeno gorivo, če so časi v 120 % najhitrejšega časa. Po koncu dovoljenega časa lahko dirkači še končajo svoj tekoči krog, nato pa glede na dosežene čase zasedejo prvih deset mest štartne vrste.
Dirka se začne s tem, ko dirkači zasedejo svoja mesta na štartni vrsti, glede na rezultate iz kvalifikacij. Če dirkaču v krogu za ogrevanje ne uspe speljati in ga vsi ostali prehitijo, mora štartati iz zadnjega štartnega mesta. Če pa dirkač spelje, tako da je za njim še vsaj en dirkač, lahko zasede svoje štartno mesto. Dirkač se lahko tudi odloči za štart iz boksov v primeru težav z dirkalnikom tik pred štartom. V takem primeru mora počakati, da vsi dirkači peljejo mimo izhoda iz boksov, preden lahko zapelje na stezo.
Štart dirke označujejo luči nad ciljno-štartno ravnino. Dirke so dolge okrog 305 kilometrov in so omejene na dve uri, po navadi pa trajajo okrog ure in pol. Med dirko lahko dirkači opravijo enega ali več postankov v boksih, ko zamenjajo pnevmatike in dolijejo gorivo. Dirkači imajo na voljo sedem kompletov pnevmatik za suho stezo, štiri za delno mokro stezo (intermediate) in tri komplete za močan dež.
FIA podeljuje točke najhitrejšim osmim dirkačem in njihovim moštvom po sistemu 10-8-6-5-4-3-2-1 (zmagovalec dobi deset točk, drugi osem, itd). Zmagovalca prvenstva sta dirkač in moštvo, ki imata na koncu sezone največje število točk. V primeru izenačenosti je zmagovalec tisti, ki je dosegel več zmag (če je tudi to izenačeno, odloča večje število drugim mesto, nato tretjih, itd).

## Dirkači in moštva
Od sezone 1984 morajo moštva zgraditi svojo lastno šasijo s katero nastopajo na dirkah, zato sta oznaki moštvo in konstruktor bolj ali manj sinonima. Ta zahteva razlikuje Formulo 1 od serij kot so na primer IRL, Champ Cars in NASCAR, ki dovoljujejo moštvom nakup šasije ali serij kot je GP2, kjer imajo vsi dirkalniki identične šasije. V zgodnjih letih, so nekatera moštva Formule 1 izdelovale lastne motorje, toda to se je spremenilo z vstopom večjih tovarn z ogromnimi proračuni kot so BMW, Mercedes-Benz, Renault, Toyota in Honda, tako da privatna moštva niso mogla zgraditi več konkurenčnih motorjev.
Zgodnje sodelovanje avtomobilskih tovarn je bilo v obliki tovarniških moštev (to so moštva, ki so v lasti in upravljanju velikih avtomobilskih tovarn), kot so Alfa Romeo, Ferrari (FIAT) ali Renault. Tovarne kot so Climax, Repco, Cosworth, Hart, Judd in Supertec niso imele tovarniških moštev, so pa pogosto prodajale motorje moštvom, ki so niso mogla privoščiti izgradnje lastnih. Proračuni tovarniških moštev so se povečevali, tako da zdaj skoraj vse motorje izdelujejo velike avtomobilske tovarne.
Po tem, ko so tovarniška moštva v osemdesetih skoraj izginila, so se v devetdesetih in po letu 2000 vrnila, in zdaj z moštvi Toyota, Ferrari (FIAT), Honda, Renault in BMW tvorijo polovico štartne vrste. Vrnile so se bodisi z novimi moštvi, bodisi z odkupom obstoječih moštev. Mercedes-Benz (DaimlerChrysler) ima v lasti 40 % moštva McLaren in zanj izdeluje motorje. Komercialni proizvajalec motorjev, Cosworth, je po sezoni 2006 zapustil Formulo 1. Tako bodo vsa moštva v sezoni 2007 imela tovarniške motorje.
V premierni sezoni 1950 je sodelovalo osemnajst moštev, toda zaradi velikih stroškov so mnoga hitro zapustila šport. To je bil v prvem desetletju Formule 1 velik problem, zato so štartno vrsto zapolnili tudi z dirkalniki Formule 2. Ferrari je edino še aktivno moštvo, ki je sodelovalo že v sezono 1950, v sezoni 2006 je sodelovalo enajst moštev, vsako s po dvema dirkalnikoma. Čeprav moštva redko izdajo višino svojega proračuna, je ocena da jo proračun vsakega moštva velik med 66 in 400 milijoni dolarjev.
Za vstop novega moštva v Formulo 1 je potrebno okrog 47 milijonov dolarjev vnaprejšnjega plačila FII, ki ga nato preko sezone vrne moštvu. Posledično nova moštva raje odkupijo pbstoječe moštvo, na primer BAR je kupil moštvo Tyrrell in Midland je kupil moštvo Jordan, s čimer sta se obe moštvi izognili plačilu depozita.
Vsak dirkalnik ima določeno številko. Dirkaški prvak predhodne sezone ima številko ena, njegov moštveni kolega pa številko dve. Naprej so številke podeljene pa razvrstitvi moštev v lanskoletnem konstruktorskem prvenstvu. Zgodile so se tudi izjeme, na primer v sezonah 1993 in 1994, ko sta se lanskoletna prvaka Nigel Mansell oziroma Alain Prost upokojila. V obeh primerih sta dirkača moštev, ki je imelo sezono prej dirkaškega prvaka, nosila številki nič (v obeh primerih Damon Hill) in dve (Prost in Ayrton Senna, ki ga je po smrtni nesreči zamenjal David Coulthard). Številka trinajst ni bila uporabljena od sezone 1974, pred tem pa je bila občasno uporabljena le na nekaterih dirkah. Pred sezoni 1996 sta novi številki dobila le lanskoletni dirkaški prvak in njegovo moštvo, ostali pa so imeli enake števnike kot vsa prejšnja leta od sezone 1974, ko so bile na novo razdeljene. Tako sta na primer dirkača Ferrarija dolga leta nosila številki 27 in 28 ne glede na mesto v konstruktorskem prvenstvu. Ob množičnem propadanju privatnih moštev v devetdesetih, so se številke pogosto menjale, sedanji sistem pa je bil uveden v sezoni 1996.
Michael Schumacher drži rekord za število dirkaških naslovov prvaka (sedem), Ferrari pa za število konstruktorskih naslovov (štirinajst). Jochen Rindt je edini dirkač v zgodovini, ki je postal dirkaški prvak posmrtno, namreč na Veliki nagradi Italije 1970 se je smrtno ponesrečil.

## Velike nagrade
Število dirk za Veliko nagrado v sezoni Formule 1 se je skozi leta spreminjalo. V premierni sezoni 1950 jih je bilo le sedem, do sedaj pa se je število skoraj potrojilo. Od osemdesetih let se je število dirk v sezoni gibalo med šestnajst in sedemnajst, v sezoni 2005 pa je doseglo kar devetnajst.
Šest od originalnih sedmih dirk je potekalo v Evropi, edina neevropska dirka, ki je takrat štela za prvenstvo Formule 1, je bila dirka Indianapolis 500, ki je bila zaradi pomanjkanja udeležbe moštev Formule 1, ker je zahtevala drugačen dirkalnik kot na ostalih dirkah, zamenjana z Veliko nagrado ZDA. Prvenstvo Formule 1 se je postopno razširilo tudi z drugimi neevropskimi dirkami. Argentina je gostila prvo južnoameriško dirko v sezoni 1953, Maroko pa prvo afriško dirko v sezoni 1958. Sledili sta še Japonska, kot prva predstavnica Azije v sezoni 1976, in Oceanija, kot prva predstavnica Avstralije v sezoni 1985. Sedanjih sedemnajst dirk poteka kar na petih celinah, Evropa, Azija, Avstralija, Severna Amerika in Južna Amerika.
Tradicionalno je država gostila eno dirko, ki je bila imenovana po njej. Če je neka država gostila več dirk v sezoni, so bile imenovane različno. Na primer do sezone 2006 je Nemčija gostila dve dirki, od katerih je druga nosila ime Velika nagrada Evrope.
Dirke za Veliko nagrado, od katerih so nekare starejše kot prvenstvo Formule 1, niso vsako leto vedno prirejene na istem dirkališču. Velika nagrada Velike Britanije, na primer, čeprav je gostila dike prav od prve sezone 1950, sta si dirko med sezonama 1963 in 1986 na dve leti izmenjevali dirkališči Brands Hatch and Silverstone. Edina dirka, ki je še vsako leto del prvenstva Formule 1 prav od začetka, je Velika nagrada Italije, ki je prav vsako leto potekala na dirkališču Monza z le eno izjemo v sezoni 1980, ko je bila dirka na dirkališču 
Imola, ki je do sezone 2006 gostilo dirko za Veliko nagrado San Marina.
Ena najnovejših dirk na koledarju je Velika nagrada Bahrajna, ki je prva dirka Formule 1 na bližnjem vzhodu in poteka na sodobnem dirkališču zgrajenem v puščavi. Ta dirka, poleg novih dirk na Kitajskem in v Turčiji, Formuli 1 prinaša možnost za rast in razvoj na novih trgih, ob tem pa nova sodobna dirkališča višajo standard tudi za ostala prizorišča po svetu.

## Dirkališča
Tipično dirkališče je sestavljeno iz štartno-ciljne ravnine, na kateri so štartna mesta, in boksov, kjer dirkači med dirko menjavajo pnevmatike in dolivajo gorivo, pred dirko pa mehaniki delajo na dirkalniku. Po navadi so zraven štartne vrste. Ostali deli steze se močno razlikujejo od dirkališča do dirkališča, večinoma pa poteka dirka v smeri urinega kazalca. Tiste steze, kjer dirka poteka v nasprotni smeri urinega kazalca in imajo posledično predvsem leve ovinke, lahko povzročijo dirkačem bolečine v vratu zaradi ogromnih sil, ki delujejo na glavo dirkača v ovinkih večinona v nasprotno smer, kot so dirkači navajeni. Veliko ovinkov je postalo znamenitih, na primer Eau Rouge na dirkališču Spa-Francorchamps, Parabolica na dirkališču Monza in, preden so ga upočasnili z dodatno šikano, Tamburello na dirkališču Imola. Drugi, na primer trinajsti ovineke na dirkališču Indianapolis, so za dirkače pravzaprav ravnine, tudi če upoštevamo sile G. Nekatera dirkališča, ki v Formuli 1 niso več v uporabi, se mnogim zdijo za šport velika izguba, na primer nizozemski Zandvoort in južnoafriški Kyalami.
Velika večina dirkališč na katerih zdaj potekajo dirke Formule 1 je zgrajenih namensko. Edino cestno dirkališče je Circuit de Monaco, na katerem poteka Velika nagrada Monaka, dirke pa so potekale tudi v drugih urbanih predelih, na primer Las Vegas in Detroit, še vedno pa se pojavljajo predlogi za nove takšne dirke, na primer London in Bejrut. Nekatera druga dirkališča so popolnoma ali delno speljana po javnih cestah, kot na primer Spa-Francorchamps. Glamuroznost in bogata zgodovina Velike nagrade Monaka sta glavna razloga, da je dirkališče Circuit de Monaco še vedno v uporabi, čeprav še zdaleč ne izpolnjuje viskokih varnostnih standardov sodobne Formule 1. Trikratni prvak Nelson Piquet je opisal dirkanje v Monaku, kot vožnjo s koledom po dnevni sobi.
Pri Načrtovanju dirkališč postaja varnost dirkačev vse pomembnejša, kar vidimo na primer na novem dirkališču Bahrain International Circuit, ki ga je oblikoval Hermann Tilke, kot že večino novejših dirkališč. Če so bili v petdesetih letih dirkači srečni, če se so ob trčenju zaleteli v balo sena, imajo sodobna dirkališča velike izletne cone in pregrade iz gum, ki močno zmanjšajo možnost poškodbe ob nesrečah. Od tragične Velike nagrada San Marina v sezoni 1994, ko sta se smrtno ponesrečila Roland Ratzenberger in Ayrton Senna, je varnost glavna skrb FIE. Večinoma so šle spremembe v smer večjih izletnih con in varnostne pregrade, ki absorbirajo energijo pri trku.
Nekatera nova dirkališča, še posebej Tilkejeva, so bila deležna kritik, da se še zdaleč ne morejo primerjati z nekaterimi klasičnimi, na primer Spa-Francorchamps in Imola. Njegova prenovitev dirkališča Hockenheim v Nemčiji na primer, ko je povečal kapacitete za gledalce in odstranil dolge in nevarne ravnine, je bila deležna mnogih kritik, da naj bi bile prav dolge ravnine v Črnem gozdu duša dirkališča. Vendar pa je splošno mnenje, da so nova dirkališča veliko varnejša kot starejša.

## Dirkalniki in tehnologija
Sodobni dirkalniki Formule 1 so enosedežni dirkalniki z motorjem zadaj, odprto školjko (cockpitom), kolesi ter relativno velikimi sprednjimi in zadnjimi krilci. Šasija je narejena večinoma iz karbonskih vlaken, kar jo naredi lahko, a tudi močno in trdo. Celoten dirkalnik z motorjem, gorivom in dirkačem tehta le 605 kg. V resnici je to minimalna teža, ki jo pravila še dovoljujejo - dirkalniki so tako lahko, da je jih je pogosto treba obtežiti z balastom za zagotovitev skladnosti s pravili glede minimalne teže.
Na hitrost dirkalnikov Formule 1 v ovinkih ima največji vpliv aerodinamični podtlak, ki ga dirkalnik ustvarjajo, in jih pritiska k tlom. Ustvarjajo ga krilca, ki so pritrjena spredaj in zadaj, in ground effect, ki ga ustvarja pretok zraka pod ravnim dnom dirkalnika. Velika razlika v dizajnu sodobnih dirkalnikov je, da proizvajajo veliko več podtlaka. Ker je zračni vrtinec vrteča se tekočina, v svojem centru ustvari cono nizkega pritiska, kar zmanjšuje skupni pritisk zraka. Pod dirkalnikom je zaželen nizek pritisk, kar omogoča da normalen zračni pritisk z vrha potiska dirkalnik z navzdol, s pomočjo zračnih vrtincev pa se lahko podtlak poveča, dirkalnik pa je še vedno skladen s pravili. Aerodinamično dizajn dirkalnikov je zelo omejen, da omejuje hitrosti. Trenutni dirkalniki imajo veliko število majhnih krilc in podobnih aerodinamičnih delcev, ki zelo natančno nadzorujejo pretok zraka čez, pod in okoli dirkalnika. Tako imenovane barge boards so narejeni, naostreni, nameščeni in nastavljeni tako, da direktno ne ustvarjajo podtlaka, kot običajna krilca. Narejene so tako, da zrak, ko se odbija od njihovih robov, tvori zračne vrtince.
Drugi velik faktor za nadzorovanje hitrosti dirkalnikov v ovinkih je dizajn pnevmatik. Pnevmatike v Formuli 1 niso več gladke (slicks), kot v večini drugih serij. Vsaka pnevmatika ima čez celotno površino štiri profile, kar omeji mehanski oprijem s stezo in s tem zmanjša hitrosti v ovinkih. Vzmetenje je double wishbone z gredjo, ki opravlja z vpetjem in amortizerji. Karbonske zavore zmanjšajo težo in povečajo trdnost sistema. Omogočajo zelo hitro zaviranje, kar dirkače na prvi vožnji z dirkalnikom Formule 1 najbolj preseneti.
Motorji so navadni in omejeni na 2.4L V8 s še več omejitvami glede dizajna in uporabljenih materialov. Motorji v sezoni 2006 so se vrteli blizu 20,000 vrtljajev na minuto in so lahko proizvajali moč 740KM (552 kW). Prejšnja generacija 3L V10 motorjev je bila tudi dovoljena, z omejevalnikom vrtljajev in omejevanjem dotoka zraka. Uporabljajo neosvinčeno gorivo, ki je zelo podobno splošno dostopnem na bencinskih črpalkah. Olje, ki maže in ščiti motor pred pregrevanjem, je po viskoznosti zelo podoben vodi.
Veliko različnih tehnologij - tudi aktivno podvozje, ground effect aerodinamiko in turbo motorji - so s pravili prepovedani. Kljub novim pravilom, lahko dirkalniki še vedno presežejo hitrosti 350 km/h na nekaterih dirkališčih (na primer v Monzi). Hondin dirkalnik Formule 1 je z minimalnim podtlakom v puščavi Mojave leta 2006 dosegel hitrost 415 km/h. Honda je zatrdila, da je bil dirkalnik popolnoma v skladi s pravili FIE. Kljub omejitvam glede aerodinamike, pri 160 km/h dirkalniki proizvajajo aerodinamični podtlak, ki je enak teži dirkalnika in pogosto ponovljena trditev, da lahko dirkalniki Formule 1 vozijo po stropu, v teoriji drži, čeprav ni bila nikoli preizkušena. Pri polni hitrosti je podtlak dva in pol krat večji od teže dirkalnika. To pomeni, da lahko dirkalniki v ovinkih dosežejo bočne sile, ki so enake štiri in pol krat sile gravitacije (4.5 G) - visoko zmogljiv cestni dirkalnik lahko doseže približno 1 G. Posledično vleče glavo dirkača v ovinkih s silo enako 25 kilogramom. Bočne sile so tako velike, da lahko otežijo dihanje in da potrebujejo dirkači veliko koncentracije, da zadržijo zbranost v takih pogojih tudi dve uri oziroma 305 kilometrov.

## Nadzor nad Formulo 1
Formulo 1 nadzoruje FIA s tehničnimi in športnimi pravili. Formula One Management (FOM) pa je lastnik komercialnih pravic Formule 1 in predstavnik za odnose z javnostmi. FOM, ki je hčerinsko podjetje Formula One Holdings in na koncu Alpha Prema (glej shemo), vodi Bernie Ecclestone že odkar obstaja v tej obliki. Je tudi lastnik komercialnih pravic imen moštev, logotipov Formule 1 in vse medijske vsebine povezane s Formulo 1. Delno financira dirkališča in moštva v tistih delih sveta, kjer Formula 1 še ni uveljavljena. Koordinacijo načrtovanja in vodenja dirk vodi FIA. FOM je zadolžen še za uradno spletno stran Formule 1, kjer so navedena tudi pravila, ki pa jih postavlja FIA.

## Prihodnost
Po sezoni 2000 je Formula 1 zašla v težke čase. Televizijska gledanost je padla, gledalci pa so izgubili zanimanje za šport zaradi dolgoletne prevlade Michaela Schumacherja in Ferrarija.
FIA se je morala tudi boriti z odgovornostjo, da s spremembami pravil zmanjša vrtoglave stroške , kar je prizadelo predvsem manjša moštva, in da Formule 1 ostane kar se da varna.
FIA je v zadnjih letih vpeljala številne spremembe pravil, tudi omejitve pnevmatik, motorji morajo zdržati dva dirkaška konca tedna, zmanjšanj podtlaka. Varnost in zmanjšanje stroškov sta glavni vodili pri vseh spremembah v zadnje času, FIA pa je najavila, da bodo spremembe še naprej potekale v tej smeri.
V prihodnjih sezonah bo nekaj večjih sprememb pravil. Oktobra 2005 je FIA dobila podporo moštev za spremembo zadnjega krilca, ki bi povečala možnosti za prehitevanje. Sedanje zadnje krilce bi zamenjali dve manjši, ki bi bili nameščeni le za vsakim od zadnjih koles. Kljub temu kaže, da je ta predlog že zavržen. Na dolgi rok želi FIA uveljaviti večje omejitve testiranj, standardizirano elektronsko enoto in pnevmatike.
Da bi Formula 1 res potrdila naziv svetovnega prvenstva, je Bernie Ecclestone organiziral več dirk v novih državah in še nadaljuje pogovore za nekatere dirke v prihodnosti. Hitro širjenje dirk v nove države pa sproža vprašanja, katere dirke bodo ukinjene.
Gledanost dirk v sezonah 2005 in 2006 kaže nekatere znake rasti. Ferrarijeva prevlada se je v sezoni 2005 končala, Renault in McLaren-Mercedes sta se borila za naslov, ki ga je osvojil Fernando Alonso. Pokazalo se je tudi veliko zanimanje za ta šport, ko se je kar 22 moštev prijavilo za 12. mesto v sezoni 2008. Mesto je na koncu dobil Prodrive Davida Richardsa, bivšega šefa moštev BAR in Benetton.

## Formula 1 in televizija
Dirke Formule 1 si je mogoče v živo ali v posnetku ogledati v skoraj vsaki državi na svetu in privabljajo eno globalno najštevilčnejših množic gledalcev. Veliko nagrada Brazilijo 2006 si je v televizijskem prenosu v živo ogledalo 83 milijonov gledalcev, skupaj pa kar 154 milijonov.
Uradni podatki, ki jih je izmeril FOM (Formula One Management), kažejo, da si imajo televizijski prenosi dirk poprečno 58 milijard ogledov na sezono.
Prenose dirk imajo nekatere televizijske postaje že vrsto let, na primer Sportklub v Sloveniji, RTL v Nemčiji, ITV v Združenem kraljestvu, Channel Ten v Avstraliji, TSN v Kanadi ali SPEED Channel v ZDA. Ena zadnjih, ki je sklenila pogodbo za prenose dirk Formule 1 je Al-Jazeera, zanimanje pa še raste. V Sloveniji je prenose zagotavljala RTV Slovenija s komentatorjem Miranom Ališičem. Pred sezono 2016 je v javnost prišel podatek, da se nacionalna RTV Slovenija ni odločila za zakup pravic za prenose dirk.  V letu 2018 je pravice za prenos dirk zakupila slovenska komercialna televizija TV3.
V prvih letih 21. stoletja je Ecclestonova Formula One Administration registrirala vrsto blagovnih znamk, tudi uradni logotip in uradno spletno stran. Ecclestone je eksperimentiral tudi z digitalno televizijo (znano tudi kot Bernievision), ki je začela oddajati na Veliki nagradi Nemčije 1996 v sodelovanju z nemško digitalno televizijo DF1, trideset let po prvem barvnem prenosu dirke za Veliki nagradi Nemčije 1967. Ta paket je vključeval nekatere dodatne možnosti (na primer super signal, onboard kamera, kamera iz zraka, boksi, dodatni časi), ki so jih posneli kamere, tehnična oprema in delavci, ki so delali vzporedno s tistimi zadolženimi za navadni televizijski prenos. Tehnologija je bila predstavljena v več državah, toda po sezoni 2002 je bila ukinjena zaradi finančnih razlogov.
Vse televizijske postaje dobijo tako imenovani Svetovni signal, ki je proizveden s strani FOMa ali gostiteljske postaje. Ta je ena od televizijskih postaj v državi v kateri dirka poteka, na primer TF1 na Veliki nagradi Francije. Edina postaja, ki je izjema, je Premiere, nemška televizijska postaja, ki ponuja žive in interaktivne posnetke dirke skozi celo sezono, tudi Onboard  kanal. Zadnje je bilo na voljo v večini Evrope do konca sezone 2002, ko so zaradi velikih stroškov vzporednega signala digitalnega prenosa projekt ustavili. T se je v veliki meri zgodilo zaradi propada kanala F1 Digital +, ki ga je predvajal britanski Sky Digital. Cena storitve je bila previsoka za gledalce, ki so si lahko dirke ogledali zastonj na ITV1.

## Sponzorji v Formuli 1
V sezoni 1968 je FIA dovolila neomejeno sponzorstvo zaradi odtegnitve podpore Formuli 1 avtomobilskih tovarn kot so bili BP, Shell in Firestone. Maja se je Lotus v Jarami ovil v rdečo, zlato in belo barvo, ki so prestavljale barve znamke Imperial Tobacco proizvajalca Gold Leaf. Pred tem so dirkalniki nastopali v nacionalnih barvah. Toda šele v devetdesetih letih je s povečanjem števila gledalcev Formula 1 postala zanimiva za ostale sponzorje, ne le za tobačno industrijo, ki pa se od začetka tega tisočletja počasi umika zaradi strožje protitobačne zakonodaje predvsem v Evropski Uniji. Ta problem sta nekoliko upočasnila večje število dirk na ostalih celinah in izjeme v zakonodaji, ki tudi v nekaterih evropskih državah izposloval Bernie Ecclestone in dovoljujejo oglaševanje tobaka na dirkah Formule 1.
Sponzorji prispevajo približno 80-85 % proračuna moštev, ostalo pa dobijo od televizijskih pravic in nagrad. V zadnjem času prihajajo v ospredje ponudniki telefonskih in mobilnih storitev in počasi nadomeščajo tradicionalne tobačne sponzorje, ki so prispevali v Formulo 1 kar 300 milijonov dolarjev na sezono. Tako se je dolgoletni sponzor moštva McLaren, West, poslovil iz Formule 1, med tem ko je glavni sponzor moštva Ferrari, Marlboro, leta 2005 podaljšal pogodbo za glavnega sponzorja do leta 2011, kar naj bi Ferrrariju po oceni revije F1 Racing prineslo milijardo dolarjev.

## Razlika med Formulo 1 in dirkami za svetovno prvenstvo
Trenutno sta dirka Formule 1 in dirka za svetovno prvenstvo sinonima, kajti od sezone 1984 so vse dirke Formule 1 štele za svetovno prvenstvo in vse dirke svetovnega prvenstva so potekale pol pravili Formule 1. Nekaj dejstev za lažje razumevanje:
- Prva dirka Formule 1 je potekala leta 1947, svetovno prvenstvo pa se je začelo šele leta 1950.
- V petdesetih in šestdesetih letih je bilo veliko dirk Formule 1, ki niso štele za svetovno prvenstvo (na primer v sezoni 1950 je potekalo 22 dirk Formule 1, od katerih jih je le šest štelo za svetovno prvenstvo). Število dirk Formule 1, ki niso štele za prvenstvo, se je v sedemdesetih in osemdesetih letih močno zmanjšalo, do sezone 1983, ko je potekala zadnja tovrstna dirka.
- Svetovno prvenstvo ni bilo vedno sestavljeno le iz dirk Formule 1:
  - Svetovno prvenstvo se je na začetku imenovalo Svetovno prvenstvo za dirkače, brez oznake Formula 1 v naslovu. Uradno se je preimenovalo v Svetovno prvenstvo Formule 1 šele v sezoni 1981.
  - Med sezonama 1950 in 1960 je dirka Indianapolis 500 štela za svetovno prvenstvo. Ta dirka je potekala pod pravili Ameriške avtomobilske zveze, ne pod pravili Formule 1.
  - V sezonah 1952 in 1953 so vse dirke, ki so štele za svetovno prvenstvo (razen dirke Indianapolis 500), potekale pod pravili Formule 2. Formula 1 ni bila spremenjena v Formulo 2 v tistem času. Pravila Formule 1 so ostala enaka in v tistem času je potekalo tudi več dirk Formule 1.

Ta razlika je pride najbolj do izraza pri prikazu rezultatov kariere in različnih seznamih. Na primer Seznam voznikov Formule 1, kjer je navedeno, da je Clemente Biondetti sodeloval le na eni dirki. Biondetti je v resnici leta 1950 sodeloval na štirih dirkah Formule 1, toda le ena od teh je štela za svetovno prvenstvo.